# Innenstadttunnel (Stadtbahn Düsseldorf)
| \| \| \| Stammstrecke 2 Richtung Krefeld/Neuss (Rampe Oberkasseler Brücke) \| \| \| \| Abzweig Stammstrecke 1 Richtung Duisburg/Stockum \| \| \| \| Wendeanlage Heinrich-Heine-Allee \| \| \| \| Heinrich-Heine-Allee (Hho) U 71 U 72 U 73 U 83 \| \| \| \| Wendeanlage Heinrich-Heine-Allee \| \| \| \| Steinstraße/Königsallee (Sts) 701 \| \| \| \| Oststraße (Oss) 707 \| \| \| \| Düsseldorf Hbf (Dhb) S 1 S 6 S 11 S 28 S 68 \| \| \| \| Wendeanlage Hauptbahnhof \| \| \| \| Rampe Stahlwerkstraße (2002 stillgelegt) \| \| \| \| Abzweig Stammstrecke 1 Richtung Oberbilk \| \| \| \| Stammstrecke 2 Richtung Eller \| |  |                                                                   |                                                                   |
| U-Bahn-Tunnelanfang |  | Stammstrecke 2 Richtung Krefeld/Neuss (Rampe Oberkasseler Brücke) | Stammstrecke 2 Richtung Krefeld/Neuss (Rampe Oberkasseler Brücke) |
| U-Bahn-Abzweig geradeaus und von links (im Tunnel) |  | Abzweig Stammstrecke 1 Richtung Duisburg/Stockum                  | Abzweig Stammstrecke 1 Richtung Duisburg/Stockum                  |
| |  | Wendeanlage Heinrich-Heine-Allee                                  |                                                                   |
| U-Bahn-Turmbahnhof mit Tunnelstrecke (im Tunnel) |  | Heinrich-Heine-Allee (Hho) U 71 U 72 U 73 U 83                    | Heinrich-Heine-Allee (Hho) U 71 U 72 U 73 U 83                    |
| |  | Wendeanlage Heinrich-Heine-Allee                                  |                                                                   |
| U-Bahn-Bahnhof (im Tunnel) |  | Steinstraße/Königsallee (Sts) 701                                 | Steinstraße/Königsallee (Sts) 701                                 |
| U-Bahn-Turmbahnhof (im Tunnel) |  | Oststraße (Oss) 707                                               | Oststraße (Oss) 707                                               |
| U-Bahn-Bahnhof mit S-Bahn-Halt (im Tunnel) |  | Düsseldorf Hbf (Dhb) S 1 S 6 S 11 S 28 S 68                       | Düsseldorf Hbf (Dhb) S 1 S 6 S 11 S 28 S 68                       |
| |  | Wendeanlage Hauptbahnhof                                          |                                                                   |
| U-Bahn-Abzweig geradeaus und ehemals nach rechts (im Tunnel) |  | Rampe Stahlwerkstraße (2002 stillgelegt)                          | Rampe Stahlwerkstraße (2002 stillgelegt)                          |
| U-Bahn-Abzweig geradeaus und nach rechts (im Tunnel) |  | Abzweig Stammstrecke 1 Richtung Oberbilk                          | Abzweig Stammstrecke 1 Richtung Oberbilk                          |
| U-Bahn-Strecke (im Tunnel) |  | Stammstrecke 2 Richtung Eller                                     | Stammstrecke 2 Richtung Eller                                     |

Der Innenstadttunnel ist ein durchgehend viergleisiger U-Bahn-Tunnel der Stadtbahn Düsseldorf unter der Düsseldorfer Innenstadt. Im mittleren Teil ist er doppelstöckig ausgeführt. Er ist Bestandteil der Stammstrecken 1 und 2.

## Geschichte
Der Düsseldorfer Stadtrat fasste am 19. Dezember 1968 den Grundsatzbeschluss, in der Stadt eine U-Bahn in Teilabschnitten bauen zu lassen und beauftragte die Verwaltung, die Planungen aufzunehmen. Im Folgejahr wurde ein U-Bahn-Amt gegründet und 1971 tagte erstmals der  U-Bahn-Ausschuss. Der erste Spatenstich für die U-Bahn konnte am 24. März 1973 in der Fischerstraße vollzogen werden. In den Folgejahren wurden weitere Abschnitte begonnen, darunter ab August 1975 der Abschnitt Ratinger Tor bis Inselstraße, wodurch die Unterquerung des Hofgartens notwendig wurde. Mit dem ersten Spatenstich für den Bau des U-Bahnhofs Heinrich-Heine-Allee am 13. Januar 1979 wurde die zweite Ausbaustufe des Tunnelprojekts, der doppelstöckige Bau zwischen Heinrich-Heine-Allee und dem Hauptbahnhof eingeleitet. Der erste Streckenabschnitt von Kennedydamm bis Opernhaus wurde am 3. Oktober 1981 eröffnet. Im Dezember des gleichen Jahres wurde der Umbau des Hauptbahnhofs abgeschlossen. Im Jahr 1988 wurden die Tunnelbauten fertiggestellt, am 7. Mai 1988 ging die Nordstrecke Kennedydamm – Hauptbahnhof, am 6. August 1988 die Weststrecke Oberkassel – Hauptbahnhof in Betrieb.
Im Rahmen der Trassenplanung für eine zukünftige Stadtbahnstrecke vom Kennedydamm bis zur Merkur Spiel-Arena/Messe Nord wurde 2022 von den Planern eine Verlängerung des Innenstadttunnels mit einer Rampe südlich der Oberflächenhaltestelle Reeser Platz als nach ihrer Einschätzung günstigste Variante vorgeschlagen.

## Verlauf
Etwa in Höhe des Ratinger Tores, unter der Heinrich-Heine-Allee laufen die beiden Stammstrecken 1 und 2 aus Duisburg/Stockum und Krefeld/Neuss zusammen. Auf der Nordseite des viergleisigen U-Bahnhof Heinrich-Heine-Allee befindet sich eine zweigleisige Wendeanlage. Anschließend verläuft der Tunnel unter dem Wilhelm-Marx-Haus und unter der Königsallee. Unter der Steinstraße, zwischen den Kreuzungen zur Königsallee und Berliner Allee, befindet sich der U-Bahnhof Steinstraße/Königsallee. Diese Station ist genau wie der gesamte Tunnel zwischen Heinrich-Heine-Allee und Hauptbahnhof doppelstöckig. Die zwei oberen Gleise werden von den Stadtbahnlinien in Richtung Heinrich-Heine-Allee und die unteren Richtung Hauptbahnhof befahren. Darauf folgt der Bahnhof Oststraße. Er befindet sich unter der Friedrich-Ebert-Straße zwischen den Kreuzungen zur Oststraße und zur Charlottenstraße. Hinter diesem Bahnhof werden beide Tunnelebenen wieder auf eine zusammengeführt und münden in den viergleisigen U-Bahnhof Hauptbahnhof. Nach dieser Station trennen sich die beiden Stammstrecken wieder voneinander. Während die Strecke 1 die Linien U76 und U79 nach Holthausen bzw. Universität Ost führt, erreicht die Strecke 2, welche von den Linien U75 und U77 bedient wird, den U-Bahnhof Handelszentrum/Moskauer Straße bzw. Eller. Auf der Ostseite des U-Bahnhofes Hauptbahnhof existiert eine viergleisige unterirdische Wendeanlage.

## Linien
Der Tunnel wird heutzutage von 6 Stadtbahnlinien befahren.
- U 70 Krefeld, Rheinstraße – Düsseldorf Hbf (Expresslinie zur Hauptverkehrszeit)
- U 75 Neuss Hbf – Eller, Vennhauser Allee
- U 76 Krefeld, Rheinstraße – Düsseldorf Hbf – Holthausen
- U 77 Am Seestern – Lierenfeld
- U 78 MERKUR Spiel Arena/Messe Nord – Düsseldorf Hbf
- U 79 Duisburg-Meiderich Bf – Wittlaer – Universität Ost/Botanischer Garten